# Cucova (okręg Bacău)
Cucova – wieś w Rumunii, w okręgu Bacău, w gminie Valea Seacă. W 2011 roku liczyła 743 mieszkańców.